# Алатри
Ала̀три (на италиански: Alatri; на латински: Aletrium) е град и община в Централна Италия, провинция Фрозиноне, регион Лацио. Разположен е на 502 m надморска височина. Населението на града е 29 357 души (към декември 2009).

## Побратимени градове
- Алифе, Италия от 1985 г.
- Горж, Франция от 2003 г.
- Дирфис, Гърция
- Жетине, Франция от 2003 г.
- Клисон, Франция от 2000 г.
- Перуджа, Италия от 1986 г.
- Пиетрелчина, Италия от 2002 г.
- Сен-Люмин де Клисон, Франция 0т 2000 г.